# Saadu Abubacar

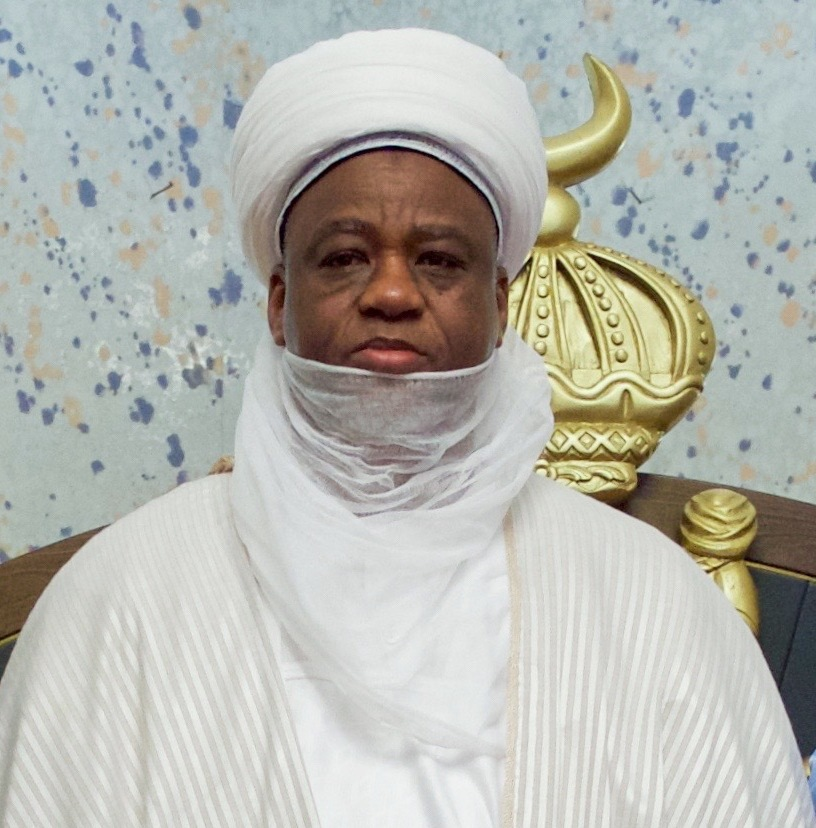
Abubacar em 23 de agosto de 2016

Muamadu Saadu Abubacar (Muhammadu Sa'ad Abubakar; Socoto, 24 de agosto de 1956) é o 20º sultão de Socoto, o governante titular de Socoto no norte da Nigéria, chefe do Jama'atu Nasril Islam (Sociedade de Apoio ao Islã - JNI) e presidente-geral do Conselho Supremo da Nigéria para Assuntos Islâmicos (NSCIA). Como sultão de Socoto, ele é considerado o líder espiritual dos cinquenta e nove milhões de muçulmanos da Nigéria, aproximadamente 27% da população da nação. Saadu Abubacar sucedeu seu irmão, Muhammadu Maccido, que morreu no voo 53 da ADC Airlines, o avião caiu logo após a decolagem do Aeroporto Internacional Nnamdi Azikiwe e com destino a Socoto.

## Antecedentes e educação
Saadu Abubacar é o filho mais novo do décimo sétimo sultão, Sidique Abubacar dã Usumã, que ocupou o sultanato por mais de cinquenta anos. Abubacar é o quinto herdeiro do trono de dois séculos, fundado por seu ancestral, o xeque Usmã dã Fodio (1754-1817), líder da escola do Islã de maliquita e o ramo Qadiri do sufismo. Ele frequentou o prestigiado Barewa College, Zaria e prosseguiu para a Academia de Defesa da Nigéria em 1975, onde era membro do 18º Curso Regular.

## Carreira militar
Abubacar chefiou uma unidade de segurança presidencial do Corpo Blindado que guardava o então governante militar General Ibrahim Babangida no final dos anos 80. Abubacar também comandou um batalhão de forças de manutenção da paz africanas no Chade durante o início dos anos 80, como parte da força da Organização da Unidade Africana e foi oficial de ligação militar da Comunidade Econômica dos Estados da África Ocidental (CEDEAO) em meados dos anos 90. Ele foi nomeado Comandante Oficial do Batalhão 241 Recce, Kaduna, em 1993. De 1995 a 1999, ele foi oficial de ligação e comandante militar da CEDEAO, 231 Batalhão de Tanques (Operações ECOMOG) na Serra Leoa de 1999 a 2000. De 2003 a 2006, atuou como adido de defesa no Paquistão (também credenciado para o Iraque, Arábia Saudita e Afeganistão). Após a morte de Sultan Maccido, seu irmão mais velho, ele foi chamado para assumir o cargo de vigésimo sultão de Sokoto e se aposentou como general de brigada.

## Sultão de Socoto
Como sultão, Abubacar é o líder da ordem sufi de Qadiriyya, que é a posição muçulmana mais importante na Nigéria e sênior do Emir de Cano, líder da ordem sufi de Tijaniyya que é mais populosa.